# Алабама (племя)
Алаба́ма (алибаму, алабаму; алабамский: Albaamaha) — коренные индейцы Североамериканского континента, исторически населявшие южную часть современного штата США Алабама, проживают сегодня вместе с близкими им коасати в техасской резервации округа Полк рядом с Ливингстоном.

## Этноним

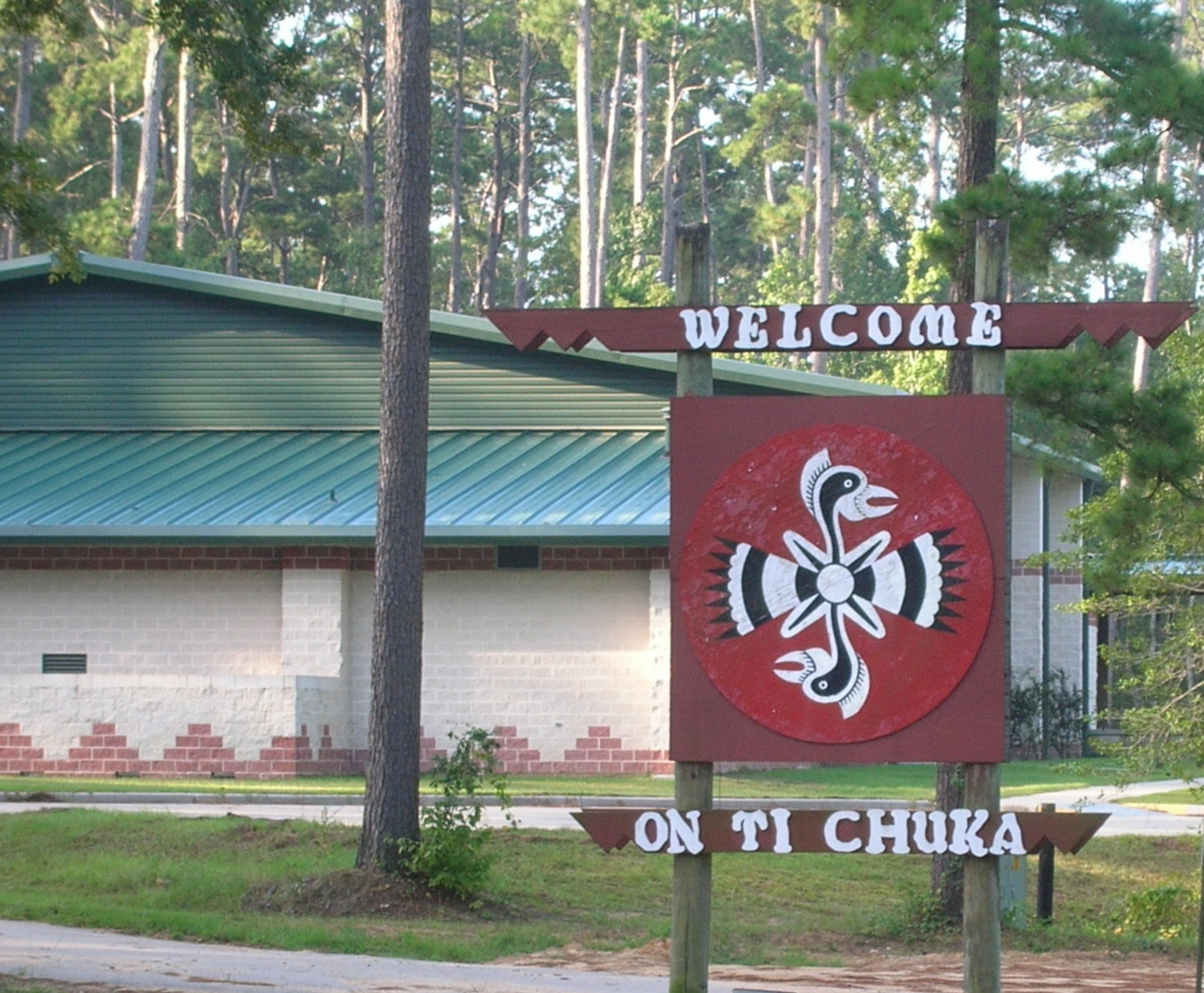
Резервация алабама-коасати, Техас.

Существует около 30 наименований племени. Фредерик Ходж дал им название алибаму, чтобы отличать от прочих племён. Имеется не мене двух переводов этнонима: 1) от abibamy («место отдыха» /«стоянка»); 2) из языка чокто alba ayamule («я расчищаю чащу»). В 1921 году директор Государственного департамента архивов и истории штата Алабама (Alabama State Department of Archives and History) Т. М. Оуэн отметил, что название произошло из комбинации слов и означает «собиратели растительности» / «собиратели сорняка».
Этноним племени заимствован для наименования реки, штата в США.

## Язык и численность

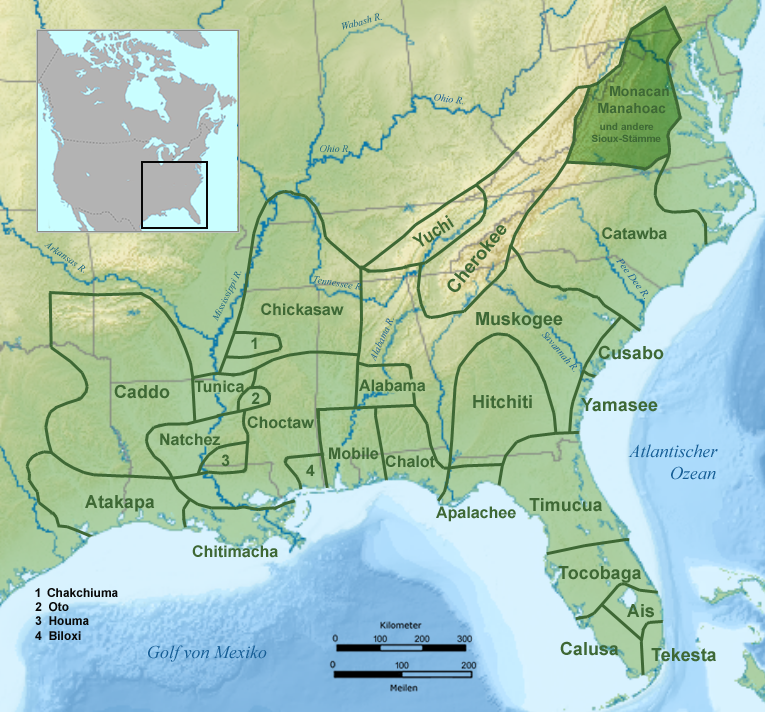
Расселение алабама в районе одноименного штата

Говорят на диалекте чоктавского языка (Koasati) мускогской языковой семьи, хотя близость к языку коасати составляет менее 50 %. Классифицируется алабамский язык на ветви:
- восточную,
- центральную,
- апалачи-алабама-коасати,
- алабама-коасати.

Возможно, имел общее с вымершими языками тускеге и мукласа; близок к языкам коасати, хитчити, чокту. Язык не является вымершим, на нём говорят, издают учебные пособия и словари.
В 1969 году численность населения алабама-коасатиской резервации составило приблизительно 450 человек. В 2005 году имена более тысячи алабама-коасати, из которых не менее 500 проживают в резервации, записано в племенной свиток. В 2000 году зарегистрировано 460 человек, в 2010 — 170 человек.

## Культура
Индейцы алабама, крики, мабила, чокто относятся к юго-восточным индейцам США. У алабама много общих обычаев с индейцами крики, но с некоторыми особенностями. Важными считались браки вне клана, наследование шло по женской линии. В отличие от криков индейцы алабама не оставляли стариков дожидаться смерти. Каждый клан племени управлялся матриархами, которые избирали главную руководительницу всего племени мико. Она в свою очередь назначала военачальника тустенугги.
В каждом городе алабама имелся церемониальный центр с вывешенной эмблемой. Он состоял из круглой ротонды (для ритуалов и важных встреч), вход которой ориентирован на восток, квадрата земли (с четырьмя домиками по сторонам света) и площадки для игры чанки.
Большую часть своей ранней истории алабама жили в деревнях, выращивали урожай в верхнем течении реки Алабама, где сегодня центр город с одноимённым названием. Согласно заметкам испанского конкистадора Эрнандо де Сото, ранние поселения алабама окружались частоколом: деревня Уллибахали лежала за деревянным забором, смазанным глиной с двух сторон, в котором проделаны щели для лучников.
Религиозные воззрения алабама связывались с неким соединением с небом или солнцем.
Сегодня на территории резервации стоят две церкви. Ежегодно в первый выходной июня члены резервации отмечают традиционный праздник пау-вау.

## История

### Первые свидетельства
Когда де Сото исследовал юго-восток в 1541 году, названный им город Алибамо сегодня находится на территории штата Миссисипи. Испанские завоеватели не тревожили племя алабама в поисках золота. Ещё меньше известно о нахождении Алабамы до 1701 года, когда французы вошли в Мобилский залив. Французский колонист, губернатор французской Луизианы Жан-Батист Ле-Мон де Бенвиль обнаружил «на берегах многих соседних островов брошенные дикарями места после войны с… алибамос». Французы построили форт Тулуз в 1717 году между реками Куса и Таллапуса, установили относительный мир.
С 1763 года алабама и коасати начали оставлять насиженные места в связи с развитием «оленьей экономики», завязанной на торговле с европейцами. Это привело к отстрелу животных и конфликту из-за охотничьих территорий. Торговля приносила необходимые товары и оборудование индейцам, но также делала их зависимыми от торговли. Убийство животных привело к катастрофическим результатам, сопоставимым с истреблением бизонов на равнинах.
В 1763 году по Парижскому мирному договору после Франко-индейской войны контроль над французскими владениями в Америке, включая населённые алабама районы, перешёл к Великобритании. Когда форт Тулуз в 1783 году был оставлен, часть племени перебралась к берегам реки Миссисипи в 96,5 км выше Нового Орлеана. Позже часть людей переселилась на запад Луизианы, в Индиану (ныне Оклахома) к крикам, в Полк округа Техас. Оставшиеся в Алабаме люди сражались вместе с криками в Крикской войне 1813—1814 годов.
В 1811 году великий вождь шауни и союзник британцев Текумсе просил присоединиться племя алабама к своему союзу, чтобы препятствовать экспансии США. Так как родители Текумсе происходили из тех шауни, которые некогда проживали на реке Таллапуса, ему оказали хороший приём

### XIX век
В первой половине XIX века Конгресс Республики Техас выделил землю у реки Тринити для племён алабама и коасати. Однако эти земли присвоили европейские переселенцы, и племена оставались безземельными до 1854 года, когда по настоянию губернатора Сэма Хьюстона Техас приобрёл 1280 акров земли для племени алабама, число которых сократилось до 340 человек. Хьюстон также хотел приобрести 640 акров для коасати, но законодательная власть не осуществила покупку. Связанные культурно и родственными узами с алабама некоторые люди коасати перебрались жить к алабама, большинство вернулось в Луизиану, близ Киндера. 74 года алабама-коасатиское поселение выживало самостоятельно без какой-либо поддержки штата или государства. Основным источником пропитания служили леса Биг-Сикет, пока не появился запрет на охоту в здешних местах. Тогда болезни и голод выкосили половину индейского населения.

### XX—XXI века
В 1924 году североамериканские индейцы получили гражданские права. К вооружённым действиям в Первой мировой войне индейцев не допускали, а во Вторую мировую войну 47 членов резервации служили в вооружённых силах.
В 1928 году федеральные и местные фонды направили силы на улучшение жизни индейцев. Правительство США купило 3071 акр земли вблизи исторических путей, чтобы организовать единственную в Техасе резервацию для алабама и коасати. В наши дни в планах остаётся идея приобретения ещё 3000 акров для создания большого государственного парка Биг-Сикет.
Туризм составляет важный аспект экономики резервации, где открыты музей, магазины, отмечаются привлекательные для туристов мероприятия.